# Saint-Sulpice-de-Cognac
Saint-Sulpice-de-Cognac – miejscowość i gmina we Francji, w regionie Nowa Akwitania, w departamencie Charente. Nazwa miejscowości pochodzi od imienia św. Sulpicjusza.
Według danych na 1990 r. gminę zamieszkiwało 1206 osób, a gęstość zaludnienia wynosiła 51 osób/km² (wśród 1467 gmin regionu Poitou-Charentes Saint-Sulpice-de-Cognac plasuje się na 241. miejscu pod względem liczby ludności, natomiast pod względem powierzchni na miejscu 292.).